# De remediis utriusque fortunae

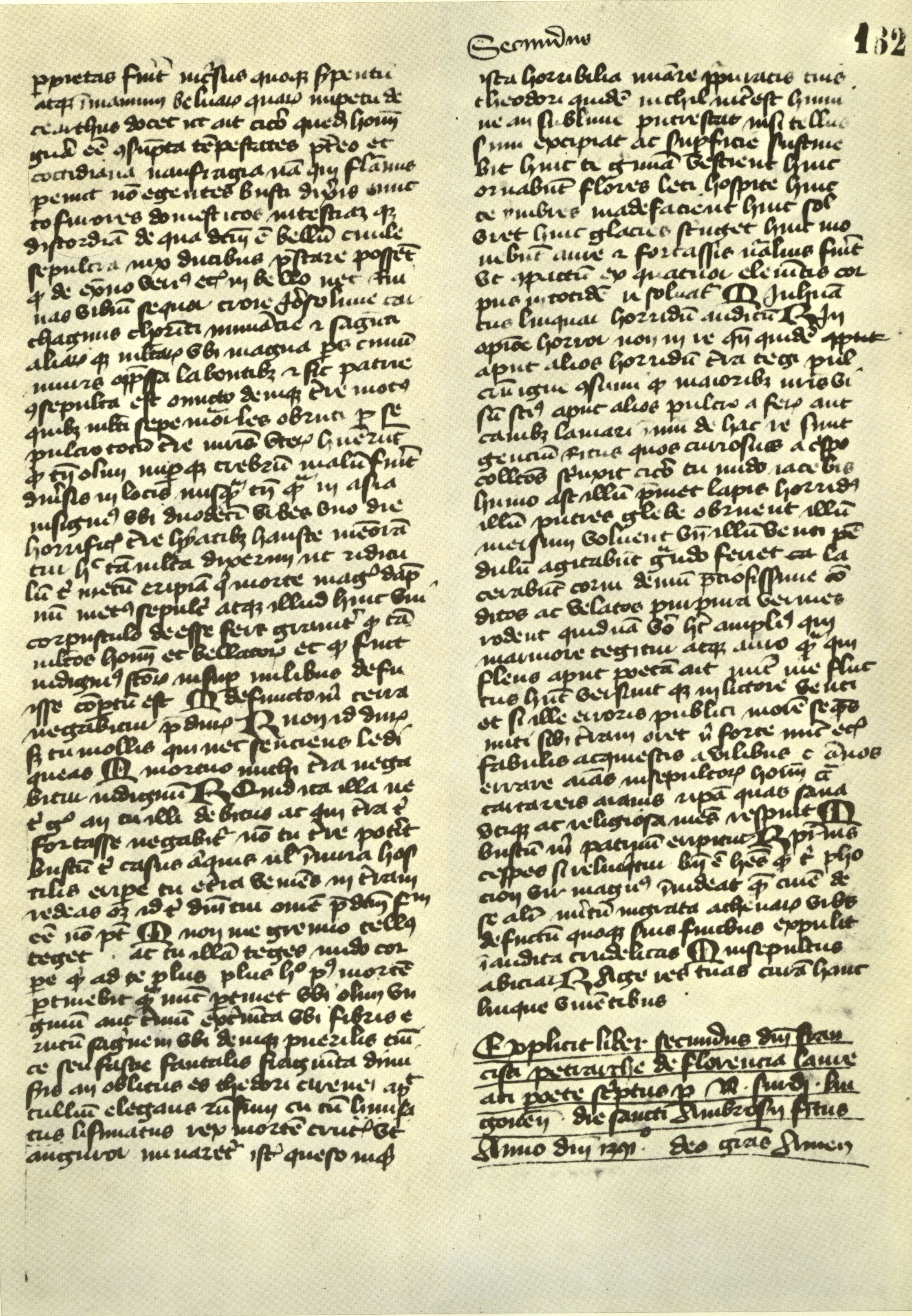
De remediis utriusque fortunae in einer französischen Handschrift von 1391. Douai, Bibliothèque municipale, Ms. 694, fol. 162r

De remediis utriusque fortunae ist eines der Hauptwerke des italienischen Humanisten Francesco Petrarca (1304–1374). Petrarca arbeitete daran von 1354 bis 1367. Er beschreibt darin in lateinischer Prosa in 253 Dialogen eine Debatte über die angemessene Reaktion des Menschen auf Geschicke und Missgeschicke, die ihm widerfahren. Im ersten Teil (122 Dialoge) weist die personifizierte Vernunft (Ratio) im Gespräch mit den Personifikationen von Hoffnung und Freude nach, dass alles vermeintliche Glück eitel ist. Im zweiten Teil (131 Dialoge, in der Drucktradition wird fälschlich ein Dialog mehr gezählt) führt die Vernunft Trostgründe gegen das vermeintliche Unglück an, über das Furcht und Schmerz klagen.
Das Buch fand auch in Übersetzungen in die Volkssprachen weite Verbreitung und war laut Raupp das einflussreichste über Lebensweisheiten im Zeitalter des Humanismus. Die deutsche Übersetzung, die 1532 bei Heynrich Steyner in Augsburg unter dem Titel Von der Artznay bayder Glück im Druck erschien, wurde unter Mitwirkung des Humanisten Sebastian Brant herausgegeben und mit 254 Holzschnitten nach dem anonymen Petrarcameister illustriert. Keiner der Holzschnitte ist betitelt, doch jeder Holzschnitt verdeutlicht das Kapitel, welches er illustriert. Das Werk wurde vielfach nachgedruckt. Es wurde in der Folgezeit unter eingängigeren deutschen Titeln vermarktet, etwa Glückbuch (Augsburg 1539), Trostbuch (Frankfurt am Main 1551 und 1559) und Trostspiegel (Frankfurt am Main, sechs Auflagen von 1572 bis 1620, Lüneburg 1637). Die Holzschnitte der Ausgabe von 1532 wurden noch in der Ausgabe von 1620 verwendet.

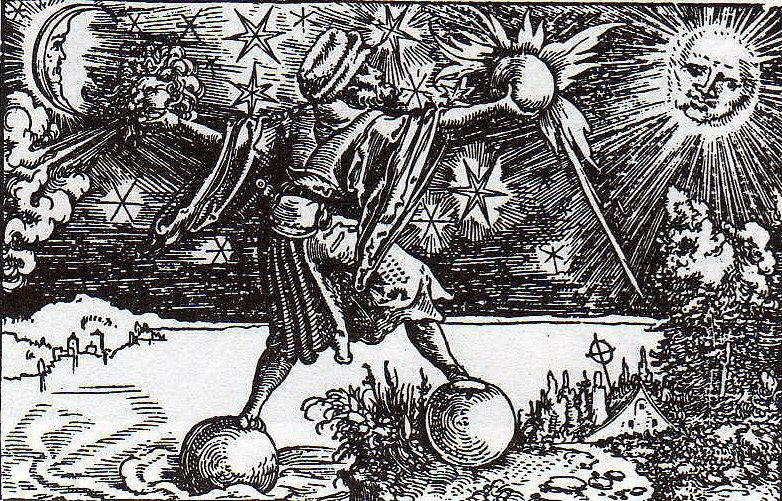
Der Mensch zwischen den vier Elementen. Holzschnitt des Petrarcameisters aus Von der Artzney bayder Glück, 1532

Eine englische Übersetzung von Thomas Twyne erschien 1579 unter dem Titel Phisicke Against Fortune.